# Тёмные очки (фильм)
«Тёмные очки» (итал. Occhiali neri) — художественный фильм 2022 года в жанре джалло, снятый режиссёром Дарио Ардженто. Главные роли в нём сыграли Иления Пасторелли и Азия Ардженто, которая стала ещё и ассоциативным продюсером. Премьера состоялась 11 февраля 2022 года на 72-м Берлинском кинофестивале, фильм получил неоднозначные отзывы критиков.

## Сюжет
Действие фильма происходит в Риме. Во время солнечного затмения маньяк убивает проститутку, которая становится третьей его жертвой. Позже убийца обращает внимание на эскортницу класса люкс Диану. Та, уходя от преследования, попадает в автокатастрофу, становится виновницей гибели китайской семьи и теряет зрение. Диана привыкает к новой жизни благодаря помощи социальной работницы Риты, позже она забирает из приюта 10-летнего Чина, осиротевшего по её вине. Мальчик становится её глазами, и он готов помочь в поисках убийцы, чтобы отомстить за родных.
Следователь Балдаччи выясняет, что убийца — владелец белого фургона. Маньяк шпионит за Дианой и, по-видимому, намерен убить её любой ценой. Он убивает полицейских Баджани и Джерри, которые должны были допросить Диану об исчезновении Чина из детского приюта. Диане и Чину приходится прятаться от преступника в доме Риты. Он находит их и похищает на своём фургоне, а Риту душит. Герои оказываются в тренировочном центре для собак-поводырей. Выясняется, что убийца — Маттео, бывший клиент Дианы, отвергнутый ею из-за дурного запаха и решивший отомстить. Собака Дианы Нерея освобождается из клетки и перегрызает Маттео горло.
Фильм заканчивается в аэропорту Фьюмичино, где Диана навсегда прощается с Чином (родные забирают его в Гонконг). Оставшись одна, она говорит Нерее, что теперь та — её единственный друг.

## В ролях
- Иления Пасторелли[англ.] — Диана
- Азия Ардженто — Рита
- Андреа Герпелли — Маттео
- Марио Пиррелло — шеф-инспектор Алеарди
- Мария Росарио Руссо — инспектор Баджани
- Дженнаро Яккарино — инспектор Бальдаччи

## Создание и оценки
Идея создания «Тёмных очков» возникла в 2002 году. Продюсером фильма должен был стать Витторио Чекки Гори, сценарий написали Дарио Ардженто, Франко Феррини и Карло Лукарелли. После банкротства компании Чекки Гори проект был заброшен, в 2021 году дочь Дарио Ардженто Азия нашла сценарий, когда работала над автобиографией. Она стала одним из продюсеров фильма и получила роль Риты.
Музыку для фильма должна была написать группа Daft Punk, но в 2021 году она распалась, и композитором проекта стал Арно Реботини.
Тизер-трейлер к фильму вышел 8 февраля 2022 года, полный трейлер — 10 февраля. Премьера состоялась на 72-м Берлинском международном кинофестивале 11 февраля 2022 года. 24 февраля фильм вышел в театральный прокат в Италии.
Анна Смит из Deadline Hollywood сочла, что «Тёмным очкам» «не хватает напряжённости и стиля работ Ардженто 70-х и 80-х годов». По её мнению, «большая часть фильма просто напоминает, насколько лучше Ардженто был в старые времена». Питер Брэдшоу из The Guardian оценил картину на две звезды из пяти, похвалив начальную сцену, но при этом заметив «неуклюжие и абсурдные сюжетные ходы» и отсутствие у режиссёра заинтересованности в том, чтобы Диана как-то менялась по ходу действия. Тим Роби из The Telegraph тоже дал фильму две звезды из пяти, посетовав на видимое отсутствие у Ардженто «интереса к изучению новых приёмов».
Майкл Нордин из Variety написал в своей рецензии: «только те, кто слепо предан [Ардженто], не увидят, насколько откровенно нелепым является его последнее творение, но только те, кто невосприимчив к грубому очарованию атакующих собак, затмений и водяных змей, не смогут хоть немного насладиться „Тёмными очками“». Бен Кролл из IndieWire поставил фильму оценку «B+». Джордан Минтцер из The Hollywood Reporter счёл картину совсем не страшной и содержащей «просто глупые» моменты, но при этом «достаточно приятной для просмотра».
Критики отмечают, что «Тёмные очки» «лишены претенциозности» и «демонстративно олдскульны»: режиссёр «не заботится ни реалистичностью происходящего, ни проблемой объективации героини, ни даже элементарным здравым смыслом», но при этом демонстрирует прежнее мастерство в технике жанра джалло. Зинаида Пронченко охарактеризовала «Тёмные очки» как «невыносимый» фильм, отметив, что «новая этика» не может сочетаться с разными формами объективации.